# Claus Bjarrum
Claus Bjarrum (født 16. februar 1947 i København) er en dansk modernistisk arkitekt, der står i spidsen for Claus Bjarrum Arkitekter. Han var overarkitekt for DSB i tiden 1992-1997. Hans hovedværk er det skulpturelle Avedøreværket på Avedøre Holme.
Bjarrum er student fra Lyngby Statsskole 1965 og tog afgang fra Kunstakademiets Arkitektskole 1971. Han var medindehaver af arkitektfirmaet Bjarrum & Hauxner Aps 1979-88 sammen med Jørgen Hauxner og stiftede egen tegnestue 1988.
Han har været ansat hos kgl. bygningsinspektør Svenn Eske Kristensen 1971 i Milton Keynes Development Corporation, England 1971-72, hos arkitektfirmaet Bjerg & Dyreborg 1972-76, hos arkitekterne Susanne Ussing og Carsten Hoff og hos arkitekt Peter L. Stephensen 1977. 1991 blev han overarkitekt og chef for DSB Bygningstjeneste, hvor han var indtil 1997. Siden da har han drevet arkitektfirmaet Claus Bjarrum Arkitekter. I sit virke har han ofte beskæftiget sig med tekniske anlæg og haft et fokus på energibesparende løsninger.
Han har været kursuslærer og faglig assistent ved Kunstakademiets Arkitektskole 1972 og blev lektor ved samme skole 1989. Bjarrum har også været gæsteforelæser ved Danmarks Tekniske Højskole 1977-85, medlem af Charlottenborg Udstillingsbygnings bestyrelse og medlem af censurkomiteen for Forårs- og Efterårsudstillingen 1990.
Han har modtaget Eckersbergs Rejselegat 1983, Zacharias Jacobsens Legat 1983, Non Nobis 1990, Eckersberg Medaillen 1991 og Den europæiske Stålpris 1991. Han har været på studierejser i bl.a. Europa, Afrika, USA og Japan. 

## Udvalgte værker
- Hotel Medi, Ikast (1987)
- Indretning af Forlaget Fremads gl. boglade på Nørrebrogade, København (1987)
- Altingshus i Reykjavik (1988)
- Avedøreværket, kraftvarmeværk på Avedøre Holme (1990, 1. præmie 1984)
- Administrationsbygning for firmaet K.G. Jensen (1991)

### Projekter
- Decentralt kraftvarmeværk i Jyderup (1989)
- Jord-rensningsanlæg på Møn (1989)
- Øresundsterrassen, Linhamnsvej, Malmø (1989)
- Plan for centralstationsområdet i Malmø (1989)
- Kraftvarmeværk i Ishøj (1990, 1. præmie 1988)
- Kraftværk i Barsebäck (1990)
- Rungsted Bytorv (1990)
- Decentralt kraftvarmeværk i Hillerød (1991)
- Kraftvarmeværk i Jacobshavn, Grønland (1991, 1. præmie 1990)
- Århushallen (1991)

### Andre konkurrencer
- Boligområde i Vejlby-Risskov (1918, præmieret, sammen med Marianne Ingvartsen)
- Klubhuse, restaurant og hotel på Rungsted Havn (1977, præmieret)
- Nyt skuespilhus til Det Kgl. Teater (1978, præmieret)
- Boligområde og højesteretsbygning i Berlin, (1979, 1. præmie, sammen med Henning Larsen o.a.)
- Musik- og kongreshus i Björneborg, Finland (1981, præmieret)
- Administrationsbygning i Vejle (1981, præmieret)
- Boligområde i Nykøbing Mors (1981, præmieret)
- Sygehus i Herning (1982, 1. præmie)
- Boligområde i Vordingborg (1982, præmieret, sammen med Ole Wiberg)
- Sol i boligen, anvendelse af solenergi (1984, 1. præmie)
- Fritidsområde i Hedehusene (1985, præmieret)
- Altingshus i Reykjavík (1986, 1. præmie, sammen med Sigurdur Einarsson)